# 阪南市立貝掛中学校
阪南市立貝掛中学校（はんなんしりつ かいかけ ちゅうがっこう）は、大阪府阪南市にある公立中学校。
地域の宅地化に伴い、1975年に阪南町立鳥取中学校（現在の阪南市立鳥取中学校）より分離開校した。

## 沿革
- 1975年4月1日 - 阪南町立貝掛中学校として開校。
- 1991年10月1日 - 阪南市の市制施行により、阪南市立貝掛中学校に改称。

## 出身者
- 星田英利（お笑い芸人）
- たむらけんじ（お笑い芸人）
- 谷中真二（プロ野球選手）
- 辻憲太郎（毎日放送解説委員）
- 上甲誠（政治家、阪南市長）

## 交通
- 南海本線 箱作駅 東へ約1km。